# Bruno Brizzi
Pour les articles homonymes, voir Brizzi.
Bruno Brizzi est un joueur suisse de football né le 2 novembre 1933.

## Biographie

### En club
- 1952-1955 FC Blue Stars Zurich
- 1955-1959 FC Winterthur
- 1959-1965 FC Zurich
- 1965-1966 FC Saint-Gall

### En sélection
- 5 sélections en équipe de Suisse
- Première sélection : Tchécoslovaquie-Suisse 2-1, le 20 septembre 1958 à Bratislava
- Dernière sélection : Suisse-Portugal 2-3, le 29 avril 1964 à Zurich

## Palmarès
- Champion suisse en 1963 avec FC Zurich
- Champion suisse en 1966 avec FC Zurich
- Coupe de Suisse en 1966 avec FC Zurich